# HJT-36 (航空機)
HJT-36 シターラ
- 用途：練習機
- 製造者：ヒンドゥスタン・エアロノーティクス・リミテッド
- 運用者：インド空軍、インド海軍
- 初飛行：2003年3月7日

HAL Hindustan Jet Trainer-36 (HJT-36) Sitara (シターラ、Hindi:Devanagari|सितारा, IAST|Sitārā, "star")とは、インドのヒンドゥスタン・エアロノーティクス・リミテッド（HAL）が空軍向けに開発した中間練習機（Intermediate Jet Trainer、略称IJT）である。以前に国産した練習機のHJT-16 キランの更新を予定している。低翼に配置した後退翼、後部座席の視界を拡げるための段差付き操縦席、小さな吸気口等、従来の亜音速ジェット練習機のデザインを踏襲している。

## 開発
1999年に計画が始まり、2003年3月7日に試作機が初飛行した。限定的生産LSPで12機が曲技飛行の為に注文され、2005年6月までに納入予定とされた。
最終的には225機以上が生産され、空軍と海軍に納入されることが期待されている。
初期の試作機にはフランスのスネクマおよびチュルボメカ製で独仏共同開発のアルファジェット練習機・軽攻撃機にも採用されているラルザックが搭載された（ただしアルファジェットは双発機、シターラは単発機である）が、ほぼ同重量で2割ほど強力な推力を有する新型のロシア製サターンAL-55Iが量産型には搭載されている。推力は16.9kN、推力重量比は5.59である。エンジンを新しく変更したことによって計画は遅れたが、新エンジンを搭載した機体による再初飛行が2009年5月に実施された。
技術的な問題により、開発は3年以上の中断期間を挟んだものの、2019年に飛行試験を成功させた。
2025年2月、HALはHJT-36の設計を改良し、胴体の延長や尾翼位置の調整、ラダーの大型化を行ったことを公表した。これにより、指摘されていた離陸特性やスピン問題は解決したとしている。

## スペック(試作機の値)
- 全幅： 10.00 m
- 全長： 11.00 m
- 全高： 4.40 m
- 自重： 2,695 kg
- 空虚重量： 3,500 kg
- 最大離陸重量： 4,500 kg

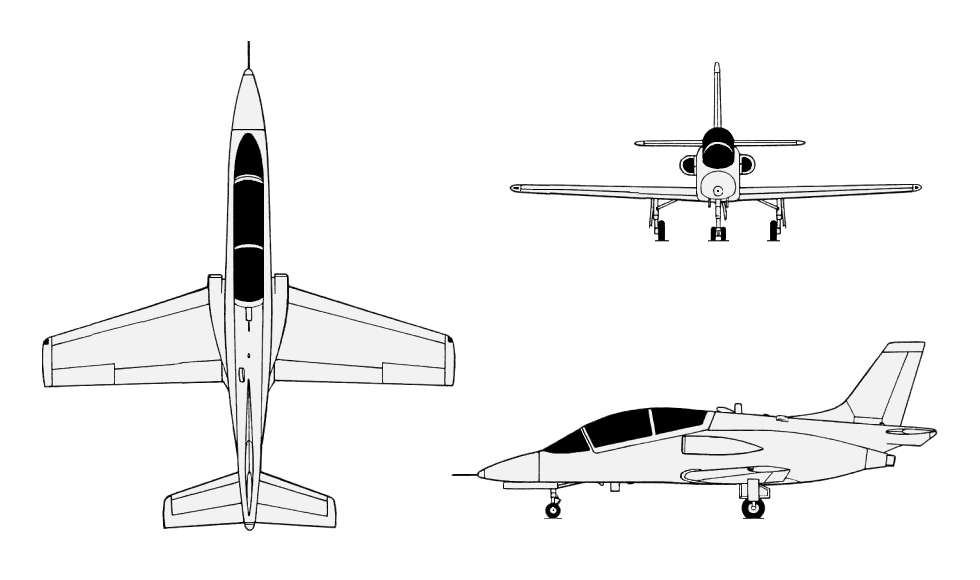

- エンジン： ラルザック 04-20 (推力 14.1 kN) 1 基
- 最大速度： マッハ 0.75 （825 km/h）
- 実用上昇限度： 9,000 m
- 最大降下速度： 750 km/h
- 航続時間： 3 時間
- 乗員： 2 名
- 武装： 5 個のハードポイントに 1,000 kgまで搭載可能